# Vazov Rock
Vazov Rock är en kulle i Antarktis. Den ligger i Sydshetlandsöarna. Argentina, Chile och Storbritannien gör anspråk på området. Toppen på Vazov Rock är 6 meter över havet.
Terrängen runt Vazov Rock är bergig åt nordväst, men söderut är den kuperad. Havet är nära Vazov Rock åt sydost. Trakten är glest befolkad. Närmaste befolkade plats är St. Kliment Ohridski Base, 14,4 kilometer nordväst om Vazov Rock. 